# 파나마가시주머니생쥐
파나마가시주머니생쥐(Heteromys adspersus)는 주머니생쥐과에 속하는 설치류의 일종이다. 파나마의 토착종이다. 가장 가까운 종은 살빈가시주머니생쥐이고, 일부 저자들은 같은 종군(種群, species group)으로 분류해 왔다. 이전에는 가시주머니생쥐속(Liomys)으로 분류했지만, 현재는 측계통군으로 확인되어 주머니생쥐속(Heteromys)에 통합되었다.

## 특징
파나마가시주머니생쥐는 겉모습이 다른 가시주머니생쥐류 종들과 아주 유사하다. 다 자란 성체의 전체 몸길이는 꼬리 길이 10~15cm를 포함하여 22~28cm이고, 수컷이 암컷보다 크다. 초콜릿빛과 회색빛 도는 갈색 털을 갖고 있으며, 하체와 팔다리는 누르스름한 색을 띤다. 옆구리 윗쪽과 상체는 갈색 털 바탕에 진한 색의 가시 모양의 돌기가 산재해 있고 드문드문 오렌지색 털이 나 있다. 꼬리는 털이 적당히 덮여 있고, 아랫쪽보다 윗쪽 피부가 더 진한 색을 띤다.

## 분포 및 서식지
파나마가시주머니생쥐는 다비드와 체포 시 사이의 태평양 해안을 따라 파나마 남부와 서부 지역과 대서양으로 흘러 드는 강 상류와 같은 거리가 먼 내륙에서만 발견된다. 구릉 관목 지대와 이차림, 해발 약 600m 이하의 반건조 사바나 시골 지역에서 서식한다.

## 습성 및 생태
파나마가시주머니생쥐는 야행성 동물이며, 먹이는 주로 박트리스속(Bactris)과 아탈레아속(Attalea) 식물과 같은 야자수 열매지만, 다른 식물과 일부는 곤충을 먹기도 한다. 낮 동안에는 입구가 여러 개이고 씨앗을 저장하는 장소로 사용되는 굴 속에서 잠을 잔다.
향기를 통해 주로 먹이를 찾고, 볼 주머니에 씨앗을 옮길 수 있다. 홀로 생활을 하며, 세력권 넓이는 겨우 0.56ha에 불과하다. 포획 상태로 함께 있을 때는 서로 공격성을 보이지만, 야생 상태에서는 개체수 밀도가 최대 11마리/ha에 이르며 세력권 범위가 서로 겹친다. 12월과 5월 사이의 건기와 우기 초기에 번식을 한다. 암컷은 한 번에 한 두 마리씩, 일년에 2~4마리의 새끼를 낳는다. 야생 상태에서 1년 이상을 사는 개체는 거의 없지만, 기록된 최대 수명은 18개월이다.